# Luc Luycx

Luc Luycx (Aalst, 11. travnja 1958.), dizajner zajedničke strane eurokovanica.
Luycx je računalni inženjer i medaljer. Rođen je u Aalstu u Belgiji, a trenutno živi u Dendermondeu. Radio je za Kraljevsku belgijsku kovnicu novca. Godine 1996. dizajnirao je kovanice eura. Njegov potpis prikazan je na svim eurokovanicama u obliku dva spojena slova L (LL). Na kovanici od 2 eura potpis je vidljiv ispod slova O na zajedničkoj strani.

## Vanjske poveznice
- Veleposlanstvo Belgije u Londonu - O eurokovanicama